# سوپرنچرال (فصل ۱۰)
فصل دهم از سریال تلویزیونی درام-ماورایی آمریکایی سوپرنچرال، که توسط اریک کریپک خلق شده و در ۷ اکتبر ۲۰۱۴ در شبکهٔ تلویزیونی سی‌دابلیو با اکران قسمت «سیاه» به آنتن رفت، و پس از پخش ۲۳ قسمت، در تاریخ ۲۰ مه ۲۰۱۵ به اتمام رسید. فصل در ابتدا در ساعت ۹ شب روزهای سه‌شنبه در شبکه پخش می‌شد، ولی سپس از تاریخ ۱۸ مارس ۲۰۱۵، زمان آن به ۹ شب چهارشنبه‌ها تغییر پیدا کرد. دی‌وی‌دی و دیسک بلو-ری این فصل قرار است در تاریخ ۸ سپتامبر ۲۰۱۵ برای منطقه ۱ (شامل دو کشور ایالات متحده آمریکا و کانادا) منتشر شود.

## بازیگران

### بازیگران اصلی
- جرد پادالکی در نقش سم وینچستر (۲۳ قسمت)
- جنسن اکلس در نقش دین وینچستر (۲۳ قسمت)
- میشا کالینز در نقش کستیل (۱۳ قسمت) / جیمی نواک (۱ قسمت)
- مارک شپرد در نقش کراولی (۱۲ قسمت)

## داستان
آنچه در زیر می‌خوانید، نگاهی گذرا به مهم‌ترین حوادث رخ داده شده در قسمت‌های سریال است. بدیهی است بسیاری از جزئیات و اتفاقات ریز و جذابیت‌های هنری و صحنه‌های هیجان انگیز فیلم در مقاله زیر آورده نشده‌اند. 
| شماره قسمت در سریال | شماره قسمت در فصل | عنوان (نام)                | کارگردان         | نویسنده                                                           | تاریخ پخش      | کد تولید | میانگین بیننده در آمریکا (میلیون) |
| --- | ----------------- | -------------------------- | ---------------- | ----------------------------------------------------------------- | -------------- | -------- | --------------------------------- |
| ۱۹۶ | ۱                 | «سیاه»                     | رابرت سینگر      | جرمی کارور                                                        | ۷ اکتبر ۲۰۱۴   | 4X5802   | ۲٫۵۰                              |
| سم به‌شدت در جستجو برای یافتن دین است، که برای شش هفته شده که رفته است و، یادداشتی را گذاشته است که از سم می‌خواهد که به او اجازه دهد که برود. پس از یک قتل، سم از فیلم‌های امنیتی متوجه می‌شود که دین قاتل است، و به شیطانی نیز تبدیل شده‌است. سم رد دین را به داکوتای شمالی می‌گیرد، که در آن او توسط مردی به نام کول که در حال شکار دین است، تحت نظر بوده‌است. در همین حال، دین در حال زندگی با کراولی، مهمانی در هتل، آواز خواندن و خوابیدن با پیشخدمت‌های زن است. پس از کشته‌شدن یکی دیگر از یاران وفادار آبادون، دین متوجه می‌شود که شیاطینی که تلاش کرده‌اند تا او را در طول هفته‌ها گذشته به قتل برسانند، توسط کراولی فرستاده شده‌اند، که در تلاش است تا او را برپا نگه دارد. دین تماسی را از طرف کول دریافت می‌کند، که خواسته تا خودش را برای نجات سم تحویل دهد؛ ولی دین خواسته‌اش را رد می‌کند، و می‌گوید که به برادرش اهمیتی نمی‌دهد. در جای دیگر، کستیل که در حال مرگ است، توسط هانا برای کمک به ردیابی دو فرشتهٔ سرکش به‌نام‌های دنیل و آدینا، که از بازگشت به بهشت ممانعت می‌کنند، برده می‌شود. این دو آزادی را برای زندگی در زمین می‌خواهند و کستیل با آن‌ها موافقت می‌کند. اما هانا خواسته آن‌ها را رد و شروع به مبارزه با آنان می‌کند. کستیل مجبور به کشتن دنیل برای نجات هانا و در همین زمان آدینا موفق به فرار می‌شود. در حالی که هانا ایدهٔ فرشتگان را برای زندگی در زمین و با انسان‌ها، از ترس هرج و مرج در زمین نمی‌پذیرد، کستیل این را ایدهٔ خوبی می‌داند. |                   |                            |                  |                                                                   |                |          |                                   |
| ۱۹۷ | ۲                 | «رایشن باخ»                | توماس جی. رایت   | اندرو دب                                                          | ۱۴ اکتبر ۲۰۱۴  | 4X5803   | ۲٫۱۳                              |
| کول به سم می‌گوید که دلیل او برای شکار دین این است که دین دوازده سال پیش پدرش را کشته است. هنگامی که سم درخواست کمک به او را می‌کند، کول او را به امید پیداشدن دین توسط او و گرفتن انتقام، آزاد می‌کند. در همین حال، کراولی با دین پس از ممانعت او از انجام دستورهایش، مشاجره می‌کند. هرچند دین از پیشنهادهای سم برای کمک به انسان شدن مجدد او ابراز بی‌علاقگی می‌کند، برادران پس از تماس کراولی با سم دربارهٔ محل ملاقاتشان، به هم می‌پیوندند. کول پس از تعقیب سم به دین می‌رسد و شروع به مبارزه با او می‌کند؛ ولی به راحتی شکست خورده و توسط دین زنده گذاشته می‌شود. در همین حال سم موفق به غلبه بر دین و اسیر کردنش می‌شود. در عوض کمک کراولی، سم به او خنجر نخستین را می‌دهد. کول، که متوجه ماهیت شیطانی دین می‌شود، شروع به تحقیق در مورد چیزهای فراطبیعی می‌کند. در جای دیگر، هانا به دیدار متاترون، به امید ساخت یک معامله برای نجات جان کستیل در زندان می‌رود، اما کستیل او را متوقف می‌کند، و اصرار دارد که به انتخابش احترام بگذارد. |                   |                            |                  |                                                                   |                |          |                                   |
| ۱۹۸ | ۳                 | «بازمانده روح»             | جنسن اکلس        | براد باکنر و اجنیه روس-لمینگ                                      | ۲۱ اکتبر ۲۰۱۴  | 4X5801   | ۲٫۰۸                              |
| در پناهگاه، سم شروع به تزریق خون یک انسان مقدس به دین، برای تبدیل دوباره وی به انسان، می‌کند. کراولی از طریق افرادش متوجه می‌شود که کستیل در راه رفتن به پناهگاه برای کمک به دین است، اما به دلیل از دست دادن هاله‌اش در حال مرگ است. وقتی هانا و کستیل توسط آدینا برای انتقام‌گیری، در کمین قرار می‌گیرند، کراولی با به قتل رساندن آدینا، کاری می‌کند تا کستیل از هالهٔ او تغذیه می‌کند. با نیروی جدیدش، کستیل قادر به رسیدن به پناهگاه برای بازگرداندن دین که فرار کرده، می‌شود. سم و کستیل دین را گرفته و موفق به بازگرداندن او به حالت انسانی خود می‌شوند، اما باوجود این کار، نشان قابیل بر روی بازویش هم‌چنان باقی می‌ماند. در صحنه‌های آخر در تولسا، اوکلاهاما یک زن مو قرمز مرموزی بدن مرده دو فرد را پس از به قتل رساندنشان به سقف آویزان می‌کند. |                   |                            |                  |                                                                   |                |          |                                   |
| ۱۹۹ | ۴                 | «ماه کاغذی»                | جین‌نات وارک      | آدام گلاس                                                         | ۲۸ اکتبر ۲۰۱۴  | 4X5804   | ۱٫۹۳                              |
| پس از تبدیل شدن دوباره دین به انسان، او و سم در حال استراحت کردن هستند که متوجه می‌شوند یک مورد گرگینه در دورهام، واشینگتن پیدا شده‌است. پس از بررسی‌هایشان، آن‌دو متوجه می‌شوند که کیت، گرگینه‌ای که دو سال پیش به او اجازه رفتن داده بودند، عامل احتمالی این قتل‌ها است. آن‌دو پس از گرفتنش تصمیم به کشتن او می‌گیرند، که ناگهان تماسی از یک قتل دیگر در مکانی می‌گیرند که در این صورت کیت نمی‌تواند قاتل باشد، و به این معنی است که گرگینه دیگری مسئول این قتل‌ها است. کیت قبل از اینکه آن‌ها بتوانند از او سؤالی بپرسند، فرار می‌کند. دین که قبل از آن تلفن او را برداشته بود، آخرین تماس او را ردگیری و به آنجا می‌روند؛ ولی او را در آن مکان نمی‌یابند. اما دختر گرگینه دیگری به آن‌ها حمله کرده، اما کیت آن‌ها را نجات می‌دهد و فاش می‌کند که آن دختر، خواهرش تاشا است. کیت می‌گوید که هرگز به انسان‌ها صدمه نزده است، اما مجبور شد که خواهرش را که در اثر یک تصادف مرگبار مرده بود، به گرگینه‌ای برای نجاتش تبدیل کند. بر خلاف کیت، تاشا به قتل انسان‌ها می‌پردازد. ترفندهای دین و سم به کیت، آن‌دو را به تاشا می‌رساند، اما تاشا که قبلاً دو مرد را به گرگینه‌ای برای نجات خودش تبدیل کرده بود، به سم و دین حمله می‌کند. همان‌طور که آن دو مرد با سم و دین درحال درگیری بودند، کیت با تاشا مواجه شده و مجبور به کشتن او می‌شود. سم و دین پس از کشتن مردان و بدن تاشا، متوجه می‌شوند که کیت رفته‌است. کیت بعداً با سم و دین تماس گرفته، و آن‌دو می‌گویند تا زمانی که او به هیچ انسانی صدمه نمی‌زند، او را ترک می‌کنند. در ادامه، دین می‌پذیرد که او هنوز برای بازگشت به شکار آماده نیست، اما می‌خواهد که پس از انجام کارهای بسیار بدش در زمان شیطان بودن خود، به انجام کارهای خوب بپردازد. |                   |                            |                  |                                                                   |                |          |                                   |
| ۲۰۰ | ۵                 | «افسانه»                   | فیل اسکریچیا     | رابی تامپسون                                                      | ۱۱ نوامبر ۲۰۱۴ | 4X5805   | ۲٫۱۷                              |
| دین اصرار دارد که او و سم باید به پرونده ناپدید شدن یک معلم رسیدگی کنند. آن‌ها پس از بررسی متوجه شدند که معلم موسیقی مدرسه در تلاش بود که نمایش موزیکالی را که براساس کتاب‌هایی که در فصل چهارم توسط چاک نوشته شده بود و شرح‌حال زندگی سم و دین بود را تعطیل کند. زمانی که پس از ناپدید شدن معلم، دانش آموزی نیز ناپدید می‌شود، که او هم در تلاش برای تعطیل کردن این نمایش بود، سم و دین در نهایت متوجه می‌شوند که الهه کالیوپه پشت این جریانات بوده و خواهان تمام شدن این نمایش است، که در آن نقطه او می‌خواهد نویسنده نمایش، ماری را بخورد. هنگامی که آن دو در تلاش برای گرفتن کالیوپه قبل از رسیدن او به ماری هستند، سام توسط او دستگیر و ربوده می‌شود حالی که دین در حال نبرد با مترسکی است که او ساخته است. با کمک دانش آموزان و معلم، کالیوپه توسط سم کشته می‌شود، و باعث منفجرشدن او و مترسک خود می‌شود، که باعث می‌شود که مخاطبان بر این باور شوند که این اتفاق جز جلوه‌های ویژه نمایش بوده و آن را تحسین می‌کنند. ماری به دین یک نسخه از گردن‌آویزی که نماد برادری او با سم است، و دین آن را در فصل پنجم و زمانی که او ایمانش را به سم از دست داده و آن را به پایین پرتاب کرده بود، می‌دهد. پس از رفتن برادران، ماری با چاک (راب بندیکت) که نمایش او را در صحنه ستایش می‌کند و نویسنده کتاب‌های نوشته شده زندگی دین و سم است، ملاقات می‌کند. |                   |                            |                  |                                                                   |                |          |                                   |
| ۲۰۱ | ۶                 | «از جوس بپرس»              | جان مک‌کارتی      | اریک کارملو و نیکول اسنایدر                                       | ۱۸ نوامبر ۲۰۱۴ | 4X5806   | ۲٫۵۴                              |
| پس از پیداکردن تلفن همراه قدیمی بابی در ایمپالا، دین متوجه می‌شود که بابی چیزی از یک زن ثروتمند، به نام بانی به ارث برده، و او و سم تصمیم می‌گیرند که برای دریافت این ارثیه، به نیو کانن، کنتیکت بروند. با این حال، آن‌ها در قتلی گرفتار می‌شوند که به نظر می‌رسد روح زن و شوهری شروع به کشتن مردم می‌کنند. داستان زمانی پیچیده می‌شود که آن‌ها کشف می‌کنند که قاتل این افراد ارواح نیستند، بلکه یک تغییرشکل‌دهنده است. پس از قتل یک پلیس، سم و دین تبدیل به مظنون اصلی برای این قتل‌های می‌شوند و درحال‌که در یک اتاق زندانی شده‌اند، اولیویا، خودش را به شکل یک تغییرشکل‌دهنده درمی‌آورد. او توضیح می‌دهد که او دختر بانی از یک رابطه نامشروع او با یک تغییرشکل‌دهنده است. او می‌گوید که پدر واقعی‌اش توسط بابی به قتل رسیده و در ازای اینکه او برای درامان ماندن مردم در اتاقی قفل شود، توسط بابی کشته نمی‌شود و زنده خواهد ماند. بابی هم قول می‌دهد درصورتی که اتفاقی برای مادرش افتاد، از اولیویا مراقبت کند. پس از مرگ مادرش، بابی به قولش عمل نکرده و خدمت‌کار خانه، که تنها کسی است که راز او را می‌داند، از روی ترحم او را به‌عنوان یک خدمتکار در خانه قرار می‌دهد. با این حال، او از روی حرصی که دارد، خواهان مرگ خانواده است. در ادامه سم و دین موفق به باز کردن در می‌شوند و اولیویا توسط دین به قتل می‌رسد. سم وقتی خشونت دین در مقابله و کشتن اولیویا را می‌بیند، متوجه باقی ماندن تأثیرات علامت قابیل بر روی دین می‌شود. |                   |                            |                  |                                                                   |                |          |                                   |
| ۲۰۲ | ۷                 | «دخترا، دخترا، دخترا»      | رابرت سینگر      | رابرت برنز                                                        | ۲۵ نوامبر ۲۰۱۴ | 4X5807   | ۲٫۳۰                              |
| پس از اینکه دین کشف می‌کند که قرارش با یک زن توسط یک برنامه دوست‌یابی با شیاطین معامله می‌کند، او و سم به بررسی یک فاحشه خانه شیطانی می‌پردازند. قبل از اینکه آن‌دو به آن مکان برسند، جادوگری به نام روونا (روت کانل) به فاحشه خانه رسیده، و پس از کشتن رائول دو تن از زنان فاحشه را به‌عنوان کارآموزان خود استخدام می‌کند. او توضیح می‌دهد که به مدت طولانی است که از انجمن جادوگران بیرون انداخته شده و در حال حاضر خواهان به‌دست آوردن مجدد قدرتش است. سم و دین برای پیداکردن این ساحره خود را به هتلی می‌رسانند، اما در آن‌جا با شیاطین کراولی مواجه شده و روونا توسط یک از دختران فاحشه نجات پیدا می‌کند. دین موفق به اسیرکردن روونا شده اما توسط کول (تراویس ارون وید) که او را مجبور به رهاکردن روونا می‌کند، نجات می‌یابد. دین موفق به شکست کول شده اما به جای کشتنش، حقیقت را راجع به به کشتن پدرش به او می‌گوید. کول حقیقت را می‌پذیرد، و دین موفق به متقاعد کردنش برای بازگشت به خانواده به جای انتقام‌گیری می‌شود. در همان زمان، کستیل و هانا هم‌چنان در تلاش برای پیگیری فرشتگان شورشی هستند که هانا توسط شوهر پوسته‌اش کارولین پیدا می‌شود. هانا تصمیم می‌گیرد به بهشت بازگشت گردد تا کارولین بتواند دوباره به خانواده‌اش بپیوندد. در حالی که روونا موفق به فرار از سم و دین شده است، شیاطین کراولی او گرفته و کراولی با دیدن روونا به‌عنوان مادرش شوکه می‌شود. |                   |                            |                  |                                                                   |                |          |                                   |
| ۲۰۳ | ۸                 | «هیبینگ ۹۱۱»               | تیم اندرو        | داستان توسط: جنی کلین و فیل کریچیا نمایش تلویزیونی توسط: جنی کلین | ۲ دسامبر ۲۰۱۴  | 4X5808   | ۲٫۳۳                              |
| کلانتر جودی میلز (کیم رودز) به مراسمی برای کلانترها در هیبینگ، مینه‌سوتا می‌رود که در آنجا با کلانتر دونا هنسکام که بیش از حد مشتاق و دوستانه است، دیدار می‌کند. با این حال، اجساد کاملاً خورده شده شروع به ظاهر شدن می‌کند و جودی در حالی که با کمک دونا در حال تحقیق است با سم و دین تماس می‌گیرد. دونا بعد از اینکه کلانتر محلی، لن را ایستاده بر جسد پلیس دیگری با دندان‌های نیشدار خون‌آشام پیدا می‌کند، متوجه حقیقت می‌شود. سم و دین متوجه می‌شوند که لن شواهد پیداشده برای این قتل‌ها را پنهان کرده‌است و آن‌دو مجبور به گفتن حقیقت به دونا می‌شوند. با کمک دونا، برادران لن را در خانه رعیتی ردیابی می‌کنند و در آنجا توسط یک گروه از خون‌آشام‌ها به رهبری استار گرفته می‌شوند. استار توضیح می‌دهد که لن لن درگذشته به آن‌ها آموزش به مصرف همه چیز، نه فقط خون کرده و پس از به‌وجود آمدن عذاب وجدان در وی، او شروع به محافظت از انسان به جای صدمه زدن به آن‌ها کرده‌است. پس از اینکه لن حاضر به کشتن دین و بقیه نشده است، استار او را می‌کشد، اما در همین زمان خودش را آزاد کرده و موفق به کشتن دو نفر از سه خون‌آشام آن‌جا می‌شود. سپس دونا نیز خودش را آزاد کرده و استار را هنگامی که شروع به آزار جودی می‌کند، می‌کشد. پس از آن، جودی پیشنهادی به دونا در مورد آموزش شکار به وی می‌دهد. در همین زمان دین به سم می‌گوید که برای اولین بار بود که نشان قابیل تأثیری در اقدامات وی نداشته‌است. |                   |                            |                  |                                                                   |                |          |                                   |
| ۲۰۴ | ۹                 | «چیزهایی که ما جا گذاشتیم» | گای بی           | اندرو دب                                                          | ۹ دسامبر ۲۰۱۴  | 4X5809   | ۲٫۶۲                              |
| احساس گناه در مورد آنچه که او با پوسته خود و خانواده‌اش انجام داده، کستیل را به دنبال کلر نواک در یک خانه گروهی در پنتیاک، ایلینوی می‌کشاند که در آن او به کلیرمی‌گوید که جیمی مرده و برای کمک کردن پیش او آمده‌است. کستیل کلر را از خانه بیرون می‌آورد اما کلیر فرار می‌گند و او مجبور به تماس با سم و دین برای کمک در پیداکردنش می‌شود. آن‌ها کلیر را پیدا می‌کنند که برای پرداخت بدهی‌های مردی به نام رندی که با او زندگی می‌کند در تلاش برای دزدی از یک فروشگاه است. پس از سرزنش کستیل برای همه چیزی که بر او اتفاق افتاده است، کلر به خانه رندی می‌رود و رندی او را درعوض پرداخت بدهی‌هایش به طلبکار می‌دهد. کستیل او را نجات می‌دهد، اما تحت تأثیر علامت قابیل، دین رندی، طلبکار و تمام افرادش را به شکل وحشتناکی به قتل می‌رساند، که او این اتفاق را قبلاً در کابوسش دیده بود. در همان زمان، روونا که در تلاش برای ملاقات با کراولی است، با حقه‌ای موفق به این کار می‌شود. |                   |                            |                  |                                                                   |                |          |                                   |
| ۲۰۵ | ۱۰                | «بازی‌های شکارچی»           | جان بدهام        | یوجین روس-لمینگ و برد باکنر                                       | ۲۰ ژانویه ۲۰۱۵ | 4X5811   | ۲٫۴۲                              |
| برای برداشتن نشان قابیل از دین، کستیل باید متاترون را از بهشت بیاورد تا همراه با وینچسترها از او سوالاتی کند، زیرا اطلاعات متاترون تنها امید آنان است. متاترون می‌گوید به خنجر نخستین که کراولی پنهان کرده، نیاز دارند. سم و دین با کراولی ملاقات می‌کنند و او با بی میلی می‌پذیرد که خنجر را از دخمه‌ای در گوآم بیاورد؛ ولی بعداً می‌گوید فقط وقتی خنجر را می‌دهد که بقیه طلسم را داشته باشند. دین از متاترون درخواست می‌کند بقیه طلسم را بگوید ولی او بیان می‌کند که برای هر اطلاعاتی که می‌دهد، چیزی می‌خواهد. متاترون، دین را تحریک می‌کند تا به او حمله کند و این‌گونه بیشتر و بیشتر تحت تأثیر نشان قرار می‌گیرد. دین می‌خواهد متاترون را بکشد ولی سم و کستیل مانع شده و متاترون را به بهشت برمی‌گردانند. درهرحال، یک سرنخ احتمالی برای آن‌ها وجود دارد: «رودخانه در منبع تمام می‌شود.» سم پیشنهاد می‌کند که بخشی از نابودی قدرت نشان، به مقابله دین با آن بستگی دارد، مثل قابیل که به جای پذیرش آن، با آن جنگید. در همین زمان، روونا با کراولی رو در رو شده و با طلسمی جاسوسی جلسه او با وینچسترها را می‌کند. روونا شیطانی به نام گاثری را می‌فرستد تا خنجر نخستین را بگیرد و کراولی را بکشد ولی وقتی کراولی با او مقابله می‌کند، روونا سعی می‌کند موقعیت را عوض کند. او، کراولی را به وینچسترها بدبین می‌کند و باعث می‌شود تا خنجر را به آن‌ها ندهد. در همین زمان، کستیل سعی می‌کند به دختر پوسته اش، کلر نوواک، کمک کند، ولی او کمکش را رد می‌کند و با زوجی روبرو می‌شود که می‌گویند باید دین را بکشد، زیرا او مسئول مرگ پدرش بوده‌است. کلر، دین را در تله می‌اندازد ولی نهایتاً نمی‌تواند او را بکشد و دربارهٔ حمله به او هشدار می‌دهد. دین زوج را شکست می‌دهد ولی به جای اینکه در دام خشم نشان بیفتد، اجازه می‌دهد بروند. کستیل بعداً کلر را پیدا می‌کند که تصمیم گرفته خشمش را رها کند و زندگی جدیدی را شروع کند ولی قول می‌دهد با کستیل در تماس بماند. |                   |                            |                  |                                                                   |                |          |                                   |
| ۲۰۶ | ۱۱                | «هیچ جایی مثل خانه نمی‌شود» | فیل اسکریچیا     | روبی تامپسون                                                      | ۲۷ ژانویه ۲۰۱۵ | 4X5810   | ۲٫۰۶                              |
| در راه یافتن سرنخی برای نابودی نشان قایبل، سم ویدئویی از چارلی بردبری پیدا می‌کند که یک بازپرس را می‌زند. سم و دین فکر می‌کنند چارلی روی یک پرونده کار می‌کند و بعد از تحقیقات می‌فهمند که آن بازپرس مسئول پوشاندن مرگ والدین چارلی در یک تصادف بوده‌است. آن‌ها با چارلی روبرو می‌شوند. او چرخ‌های ایمپالا را پنچر می‌کند و دین را می‌زند و بعد فرار می‌کند. در کمال تعجب، یک چارلی دیگر پیدا می‌شود و توضیح می‌دهد که برای پیروزی در یک جنگ در از، با جادوگر از قراردادی بسته تا او را به دو بخش خوب و بد تقسیم می‌کند. اگر چارلی بد کشته شود، او نیز می‌میرد. از طرفی هم نمی‌تواند به از برگردد تا از جادوگر کمک بخواهند چون چارلی بد، کلیدها را شکسته است. سم و چارلی دنبال راهی هستند تا کلید را درست کنند. دین هم سعی می‌کند از راسل ولینگتون حفاظت کند، مردی که والدین چارلی را کشته است. درهرحال، چارلی بد به دین کلک می‌زند و با ایمپالا فرار می‌کند و می‌فهمد سم و چارلی یکی از مردان لغت به نام کلایو دیلن را یافته‌اند تا کمکشان کند. کلایو کمکشان می‌کند تا جادوگر را احضار کنند که در واقع نیمه تاریک خودش است تا طلسم را درست کند. در این زمان، دین با چارلی بد مبارزه می‌کند و وحشیانه او را می‌زند. برای توقف جادوگر، چارلی کلایو را می‌کشد تا جادوگر هم کشته شود. سم اجازه نمی‌دهد دین، چارلی بد را بکشد و موفق می‌شوند طلسم را برگردانند. بعداً، چارلی نمی‌تواند به از برگردد پس تصمیم می‌گیرد به سم و دین کمک کند تا از نشان قابیل رها شوند. او دین را می‌بخشد اما دین خودش را نمی‌بخشد. |                   |                            |                  |                                                                   |                |          |                                   |
| ۲۰۷ | ۱۲                | «دربارهٔ یک پسر»            | سرج لادوکر       | آدام گلس                                                          | ۳ فوریه ۲۰۱۵   | 4X5812   | ۲٫۲۱                              |
| دین برای یک هفته خودش را در پناهگاه حبس می‌کند و دربارهٔ نشان قابیل تحقیق می‌کند تا اینکه سم او را قانع می‌کند به کار روی پرونده‌ای در اورگان بپردازند. در این پرونده یک مرد به‌طور ناگهانی ناپدید شده‌است. در یک بار، دین با زنی به نام تینا آشنا می‌شود و باهم حرف می‌زنند. وقتی تینا می‌رود، دین می‌فهمد مردی دنبالش می‌کند و تینا هم ناگهان ناپدید می‌شود. مرد با یک کیسه طلسم، کاری می‌کند دین با سن ۱۴ در یک سلول همراه با تینای نوجوان بیفتد. با کمک تینا، دین فرار می‌کند و پیش سم می‌رود. بعد از ناپدید شدن دین، سم در بار بومادران پیدا کرده و فکر می‌کند با یک جادوگر طرف هستند. سم و دین به خانه جادوگر برمی گردند. می‌فهمند تینا رفته و مردی را می‌گیرند که می‌گوید هنسل از داستان هنسل و گرتل است. هنسل توضیح می‌دهد که داستانش واقعی است ولی در دنیای واقعی او قرن‌ها مجبور بوده به جادوگر کمک کند تا بچه‌ها بخورد و وقتی سعی کرده فرار کند، قلب گرتل را خورده. هنسل روش برعکس کردن طلسم را می گویذ و می‌خواهد جادوگر را متوقف کند. درهرحال، وقتی سم و دین سعی می‌کنند جادوگر را بکشند، هنسل ذات پلیدش را نشان می‌دهد. جادوگر می‌گوید که از جلسه جادوگران بزرگ برای متوقف کردن روونا آمده‌است؛ ولی قبل از توضیحات بیشتر، سم و دین با او و هنسل مبارزه می‌کنند و می‌بازند. دین سعی می‌کند کیسه طلسم هنسل را بگیرد و طلسم را برعکس کند. دین به حالت اصلی برمی گردد و سریع هنسل را می‌کشد و جادوگر را می‌پزد. بعداً، نمی‌توانند تینا را به حالت اصلی برگردانند زیرا کیسه طلسم با جادوگر سوخته است. تینا فکر می‌کند این یک شانس دوباره برای زندگی بهتر است. بعداً، سم و دین به جلسه جادوگران بزرگ فکر می‌کنند و اینکه وقتی دین نوجوان بود، نشان قابیل ناپدید شده بود. |                   |                            |                  |                                                                   |                |          |                                   |
| ۲۰۸ | ۱۳                | «بایست و آتش را مهار کن»   | جان شوالتر       | اریک چارملو و نیکول اسنایدر                                       | ۱۰ فوریه ۲۰۱۵  | 4X5813   | ۱٫۹۸                              |
| سم و دین سراغ پرونده‌ای در اسپنسر، آیووا می‌روند که یک کامیون به‌طور اسرارآمیزی به سمت پل رفته و راننده اش، بیلی را کشته است. آن‌ها فکر می‌کنند این کار روح برادر بیلی است. پس کامیون را نمک زده و می‌سوزانند ولی به زودی یک دختر به نام جولی پیامی تهدیدآمیز دریافت کرده و بعد به طرز عجیبی با کابل کامپیوترش کشته می‌شود. با دنبال کردن سرنخ‌ها، به مردی به نام اندرو سیلور می‌رسند که در یک تصادف رانندگی کشته شده است؛ ولی او سوزانده شده و سم و دین نمی‌توانند او را به آرامش برسانند. وقتی یک پسر به نام کایل کشته می‌شود، با دوستش به نام دلیلا روبرو می‌شوند. دلیلا فاش می‌کند که آن‌ها در تصادف دخالت داشته‌اند و اندرو را نجات ندادند. سم و دین می‌فهمند که اندرو به دنبال انتقام است و از اینترنت استفاده می‌کند. دین از دلیلا حفاظت می‌کند و سم با همسر اندرو، کوری، صحبت می‌کند. وقتی دین نمی‌تواند جلوی اندرو را بگیرد، کوری با او صحبت کرده و او را قانع می‌کند تا برود. بعداً، دلیلا با کوری حرف می‌زند. در همین زمان، دین تصمیم می‌گیرد که تسلیم نشان قابیل نشود ولی دیگر دنبال درمان هم نباشد. |                   |                            |                  |                                                                   |                |          |                                   |
| ۲۰۹ | ۱۴                | «نوای جلاد»                | فیل اسکریچیا     | رابرت برنز                                                        | ۱۷ فوریه ۲۰۱۵  | 4X5814   | ۲٫۰۹                              |
| سم و دین متوجه می‌شوند که قابیل یک قاتل زنجیره‌ای به نام تامی تولیور را درحالی که در همان زمان کستیل گورستان پر از قربانیان قابیل را پیدا می‌کند، ربوده است. قابیل با کستیل مواجه می‌شود، و متوجه می‌شود که او تحت تأثیر نشان قابیل در حال کشتار است که به گفته قابیل نسل‌کشی فرزندانش است که آلوده شده‌اند. برای جلوگیری از اقدامات قابیل، دین کراولی را برای گرفتن خنجبر نخستین فرا می‌خواند و به دروغ به او می‌گوید که قابیل خواهان کشته‌شدن کراولی است. به همین دلیل، کراولی درخواست مادرش روونا، را برای کشتن یک جادوگر که دشمن او است، رد می‌کند و به کمک وینچسترها می‌رود. با همکاری یکدیگر، قابیل زمانی که برای کشتن قربانی بعدی خود که یک پسر دوازده ساله است، به آن‌جا می‌رود در دام شیطان، که نماد اسطوره‌ای برای گرفتن قدرت افراد است، گرفتار می‌شود. دین به تنهایی با قابیل مواجه می‌شود و قابیل به او می‌گوید که هیچ درمانی برای نشان قابیل نیست و فقط بهتر است که با نشان و قدرتش کنار بیاید. دین با قابیل مبارزه می‌کند، اما دین از ترس از دست دادن دوباره انسانیتش شکست می‌خورد. بااین حال، دین در نهایت موفق می‌شود که دست قابیل را قطع کند و پس از اینکه قابیل اعلام می‌کند که می‌خواهد به کشتن ادامه دهد، او را بکشد. با وجود ترسش، دین موفق می‌شود تا کنترل خود را حفظ کند، اما باوجود قولی که برای برگرداندن خنجر نخستین به کراولی داده بود، آن را به کستیل می‌دهد. روونا در ادامه به کراولی می‌گوید که او نه‌تنها پادشاه نیست و بلکه چیزی جز سگ وصله وینچسترها نیست. درحالی که سم به دین می‌گوید که اگر او توانست خود قابیل را بدون از دست دادن انسانیتش بکشد، هنوز هم برای او امیدی وجود دارد؛ اما در انتها او خصوصی به کستیل می‌گوید که دین دچار مشکل شده‌است. |                   |                            |                  |                                                                   |                |          |                                   |
| ۲۱۰ | ۱۵                | «چیزهایی که حمل کردند»     | جان بدهام        | جنی کلین                                                          | ۱۸ مارس ۲۰۱۵   | 4X5815   | ۱٫۷۳                              |
| دین در کارولینای شمالی پرونده‌ای پیدا می‌کند که در آن یک مرد به نام ریک، خون زنی را بیرون کشیده و بعد خودکشی کرده‌است. شک می‌کند که این کار یک روگارو یا یک خدا باشد. بعد از چک کردن، سم و دین می‌فهمند دوست قاتل به نام کیت، همان نشانه‌ها را بروز داده است. درحال تحقیق، با کول ترنتون برخورد می‌کنند؛ مردی که یک بار سعی کرد دین را بکشد و دوست کیت است. با بی میلی، وینچسترها و کول باهم تیم تشکیل می‌دهندتا کیت را پیدا کنند. کیت دچار یک تشنگی غیرعادی شده و مردی را می‌کشد و خونش را می‌مکد. کول با استفاده از روابطش، می‌فهمد کیت و ریک اخیراً در یک مأموریت نجات به عراق رفته بودند و دچار حمله شده بودند. کول در یک کابین کیت را ملاقات می‌کند ولی کیت به او حمله کرده و او را با یک کرم خان مبتلا می‌کند. (فصل۶) بعد فرار می‌کند. سم به دنبال کیت می‌رود درحالیکه دین سعی می‌کند کول را نجات دهد. وقتی نیروی برق نتیجه‌ای نمی‌دهد، دین و کول می‌فهمند شاید آبزدایی نتیجه دهد و در کابین حمام بخار راه می‌اندازند. نهایتاً کرم بیرون می‌آید و دین آن را می‌کشد؛ ولی سم نمی‌تواند کیت را نجات دهد و دراثر دفاع از خود او را می‌کشد. کول با درک جدید از کار سم و دین پیش خانواده اش برمی گردد. سم بخاطر شکست در نجات کیت بشدت احساس گناه می‌کند. |                   |                            |                  |                                                                   |                |          |                                   |
| ۲۱۱ | ۱۶                | «رنگش را سیاه کن»          | جان شوالتر       | برد باکر و یوجین روس-لمینگ                                        | ۲۵ مارس ۲۰۱۵   | 4X5816   | ۱٫۷۰                              |
| سم و دین به تحقیق روی پرونده‌ای در ماساچوست می‌پردازند. جایی که سه مرد به طرز وحشتناکی در دو هفته کشته شدند. دوتا از آن‌ها خودکشی و یکی توسط قتل توسط همسر بوده‌است. درهرحال، همسر آن مرد هیچ چیزی از قتل یادش نمی‌آید پس وینچسترها باور دارند قضیه تسخیر توسط ارواح است چون هیچ اثری از شیطان نیست. تنها ارتباط بین قربانی‌ها، این است که همگی برای اعتراف به کلیسا رفته بودند. پس دین به این امید که روح را بیرون بکشد، برای اعتراف می‌رود. در این مسیر، او تأیید می‌کند که حس می‌کند زمان مرگش نزدیک است و برای آن آماده نیست. معلوم می‌شود روح قاتل، یک راهبه بام ایزابلا است که در سال ۱۵۲۰ عاشق یک نقاش به نام پیرو می‌شود؛ ولی پیرو او را دوست نداشته پس ایزابلا به صومعه فرستاده می‌شود تا با غصه اش کنار بیاید. یک راهبه دیگر، خواهر متایس، که با ایزبلا حرف می‌زند، حرف‌های سم و دین را می‌شنود و با خواندن دفتر ایزابلا می‌فهمد او پیرو را کشته است. او به سم و دین هشدار می‌دهد و دین از سم می‌خواهد دفتر را بسوزاند. وقتی دین سعی می‌کند با ایزابلا که حالا خواهر متایس را تسخیر کرده، بجنگد، سم دفتر را می‌خواند و می‌فهمد خون و بخشی از انگشت ایزابلا برای یکی از نقاشی‌های پیرو استفاده شده‌است. سم نقاشی را با نمک می‌سوزاند و ایزابلا از بین می‌رود. بعداً، سم به دین می‌گوید که واقعاً باور دارد درمانی برای نشان قابیل هست و فقط باید جستجو کنند. در همین حین، کراولی عضو بلندمرتبه مجمع جادوگران، الیوت، را می‌گیرد و پیش مادرش می‌برد. الیوت فاش می‌کند که مجمع جادوگران توسط مردان لغت نابود شده و الان خیلی ضعیف هستند. او توضیح می‌دهد که مردان لغت رازها و طلسم هایشان را در انبارهای سراسر دنیا مخفی کرده‌اند و تنها عضو زنده مانده آن‌ها سم و دین وینچستر است. این باعث می‌شود روینا فعلاً رابطه کراولی با وینچسترها را بپذیرد، به این امید که به انبار برسد.                                                                     |                   |                            |                  |                                                                   |                |          |                                   |
| ۲۱۲ | ۱۷                | «مرد نفوذی»                | رشاد ارنستو گرین | اندرو دب                                                          | ۱ آوریل ۲۰۱۵   | 4X5817   | ۱٫۷۰                              |
| بعد از اینکه دین کابوسی دربارهٔ تمام خونریزی‌هایی می‌بیند که تحت تأثیر نشان انجام داده، سم همراه با کستیل به دنبال درمان می‌رود. فکر می‌کنند تنها کسی که اطلاعات لازم را دارد، متاترون است و می‌خواهند او را از بهشت خارج کنند؛ ولی هانا اجازه خروج متاترون را نمی‌دهد. سم و کستیل با کمک فردی، با بابی سینگر در بهشت تماس می‌گیرند تا متاترون را آزاد کند. بابی کستیل را داخل می‌کند و متاترون را خارج می‌کنند ولی توسط هانا و بقیه فرشته‌ها تنبیه می‌شود. در زمین، کستیل موهبت متاترون را می‌گیرد و با تهدید به مرگ، متاترون اعتراف می‌کند که در واقع درمانی برای نشان قابیل بلد نیست. برای اینکه کشته نشود، متاترون می‌گوید از موهبت کستیل باقی‌مانده و در ازای جانش مسیر را به او خواهد گفت. با بی میلی کستیل موافقت می‌کند و همراه متاترون می‌رود. در این زمان، دین به باری می‌رود تا اینکه روینا ظاهر می‌شود تا با سه نفر او را بکشد. دین مردان را می‌زند و نشان از او در برابر طلسم حفاظت می‌کند ولی در ازای نجات جان مردان، می‌گذارد روینا برود. روینا سعی کند به کراولی کلک بزند تا دین را بکشد و فاش می‌کند که نشان فقط یک نفرین باستانی است؛ ولی دین وکراولی باهم حرف می‌زنند و کراولی می‌فهمد روینا از او سوءاستفاده می‌کند و در نتیجه او را بیرون می‌اندازد. سم و دین بعداً دربارهٔ کارهایی که کردند به هم دروغ می‌گویند و سم نامه‌ای بابی می‌خواند که گفته به گشتن ادامه دهد ولی دیگر به دین دروغ نگوید. |                   |                            |                  |                                                                   |                |          |                                   |
| ۲۱۳ | ۱۸                | «کتاب جهنمی»               | پی. جی پسک       | رابی تامپسون                                                      | ۱۵ آوریل ۲۰۱۵  | 4X5818   | ۱٫۷۶                              |
| چارلی با سم و دین تماس می‌گیرد و تا بگوید کتاب جهنمی را پیدا کرده‌است. درهرحال، جیکوب استاین که مصمم است کتاب را بگیرد، او را دنبال می‌کند. او ادعا می‌کند کتاب متعلق به خانواده اوست. سم و دین با چارلی ملاقات می‌کنند و سعی می‌کنند کتاب را ترجمه کنند. دین از پرونده‌های مردان لغت می‌فهمد که جیکوب و خانواده اش از کتاب برای کارهای شیطانی استفاده می‌کردند تا اینکه یک قرن پیش کتاب گم شد. بعد از مقابله با چیکوب، دین به سم دستور می‌دهد کتاب را بسوزاند چون شیطانی و خطرناک است. سم ظاهراً ان را درطی مبارزه با جیکوب و خانواده اش می‌سوزاند؛ ولی جیکوب وقتی درحال مردن است هشدار می‌دهد که خانواده اش هرگز از بدست آوردن کتاب دست نمی‌کشند. بعداً معلوم می‌شود سم کتاب را نگه داشته چون ان تنها شانس پاک کردن نشان قابیل است. در همین زمان، کستیل و متاترون دنبال موهبت کستیل می‌روند. درون یک کتابخانه، متاترون با یک طلسم کستیل را ناتوان می‌کند و لوح شیطان را برمی‌دارد. درهرحال، کستیل موفق می‌شود موهبتش را پیدا کند و دوباره بالهای شکسته اش را ترمیم می‌کند. سم و کستیل به دین نمی‌گویند که متاترون با لوح فرار کرده‌است. بعد از جشن گرفتن بازگشت کامل کستیل با دین و چارلی، سم با روینا ملاقات می‌کند چون او تنها کسی است که می‌تواند کتاب را ترجمه کند. |                   |                            |                  |                                                                   |                |          |                                   |
| ۲۱۴ | ۱۹                | «پروژه ورتر»               | استفان پلسزینسکی | رابرت برنز                                                        | ۲۲ آوریل ۲۰۱۵  | 4X5819   | ۱٫۶۳                              |
| سم با رووینا ملاقات می‌کند تا کتاب جهنمی ترجمه شود. رووینا توافق می‌کند در ازای کشتن کراولی، به او کمک کند. برای ترجمه به دستط نادیا، یک جادوگر مرده، نیاز است. سم به دنبال دستخط می‌گردد و می‌فهمد مگنس، آن را در جعبه ورتر پنهان کرده‌است. یک جعبه که هرکس سعی کند آن را باز کند، خودش را می‌کشد. سم به سنت لوییس می‌رسد و به همراه دین سعی می‌کند با یک طلسم جعبه را باز کند. درهرحال، موفق نمی‌شود و طلسمی را رها می‌کند که سم، دین و سوزی (زنی که در دهه ۷۰ سعی کرد جعبه را باز کند و خانواده اش مردند) را گیر می‌اندازد. هرسه دچار توهماتی می‌شوند تا خودشان را بکشند. سوزی خودش را می‌کشد و روینا سم را نجات می‌دهد. سم با کمک رووینا (یک توهم دیگر) می‌فهمد تنها راه خنثی سازی، ریختن خون یکی از مردان لغت در جعبه است. در همین زمان، دین توهم می‌زند که با بنی در برزخ است. تشویق می‌شود برای سم و کستیل خودش را بکشد. تصمیم انجام این کار را می‌گیرد ولی متوجه می‌شود این‌ها توهمات است و «بنی» را می‌کشد و از طلسم آزاد می‌شود. دین اجازه نمی‌دهد سم خودش را بکشد و خون خودش را در جعبه م ریزد و طلسم را می‌شکند. سم و دین دستخط را می‌گیرند و دین جعبه را خراب می‌کند تا دیگر تهدید نباشد. سم دستخط را پیش رووینا می‌برد ولی او را به زنجیر می‌کشد تا مطمئن شود فقط برای نابودی نشان قابیل از کتاب استفاده کند. |                   |                            |                  |                                                                   |                |          |                                   |
| ۲۱۵ | ۲۰                | «قلب فرشته»                | استیو بویام      | رابی تامپسون                                                      | ۲۹ آوریل ۲۰۱۵  | 4X5820   | ۱٫۷۴                              |
| کلر نواک به دنبال مادرش در اوکلاهما، بیهوش می‌شود و کستیل برای کمک با سم و دین می‌رسند. وقتی کلر توضیح می‌دهد که قصد چکاری را داشته، وینچسترها و کستیل تصمیم می‌گیرند به او کمک کنند. دین و کستیل توسط رونی کارترایت می‌فهمند آملیا پیش یک شفاگر ایمان به نام پیتر هالووی فرستاده شده. بعد از رفتن آنها، رونی با هالووی تماس یمی گیرد و هالووی او را می‌کشد. با این اطلاعات، سم خانه رعیتی هالووی را ردیابی می‌کند ولی بخاطر اثرات نشان قابیل دین و کلر نمی‌روند. کستیل، آملیا را می‌یابد که در یک زندگی رؤیایی گیر افتاده است. او بشدت ضعیف است. هالووی، سم را می‌گیرد و درهمین زمان، دین و کلر می‌فهمند او یک گریگوری است. گروهی از فرشته‌ها که از انسان‌ها تغذیه می‌کنند. او به سم می‌گوید که مدتی است در زمین مخفی شده و از ابتدا از روح انسان‌ها تغذیه می‌کرده است. دین و کلر برای نجات می ورند ولی نمی‌توانند جلوی گریگوری را بگیرند. آملیا خودش را برای نجات کلر قربانی می‌کند و نهایتاً کلر هم فرشته را می‌کشد. آملیا به بهشت پیش شوهرش جیمی می‌رود. وینچسترها تصمیم می‌گیرند کلر را پیش جودی میلز بفرستند. نهایتاً کلر دین و کستیل را می‌بخشد. دین هم به او یک کتاب افسانه‌ای می‌دهد چون می‌فهمد کلر قصد دارد شکارچی شود. |                   |                            |                  |                                                                   |                |          |                                   |
| ۲۱۶ | ۲۱                | «خاندان تاریک»             | رابرت سینگر      | یوجینی راس-لمینگ و برد باکنر                                      | ۶ مه ۲۰۱۵      | 4X5821   | ۱٫۴۵                              |
| مونرو استاین برای پس گرفتن کتاب جهنمی، پسرش، الدون را به دنبال سم و دین می‌فرستد. الدون و یک عضو دیگر خانواده، دین را گیر می‌اندازند ولی او موفق می‌شود عضو دیگر را بکشد و الدون را دستگیر کند. االدون برای او توضیح می‌دهد که خانواده اش هزاران سال است اعضای بدن دیگران را به خودشان پیوند می‌زنند تا قوی شوند. ابتدا نام خاندان آن‌ها فرانکنشتاین بوده تا اینکه مری شلی رموزشان را کشف می‌کند و کتابی در این باره می‌نویسد. وقتی دین می‌فهمد کتاب جهنمی نابودشدنی نیست، سراغ سم می‌رود و در این حین، الدون فرار می‌کند. در همین زمان، کراولی با کمک الیوت دنبال مادرش می‌گردد. سم با روینا، کستیل و چارلی روی رمزگشایی کتاب کار می‌کند. چارلی از دست روینا خسته می‌شود و فرار می‌کند تا در آرامش کار کتاب را انجام دهد ولی الدون به او حمله می‌کند. بعد از اینکه چارلی بالاخره کد را می‌شکند، کامپیوترش را نابود می‌کند تا کدها به الدون نرسد. کمی بعد، سم و دین جسد او را پیدا می‌کنند که توسط الدون به قتل رسیده‌است. آن‌ها هنوز نمی‌دانند چارلی در آخرین لحظات، یادداشت‌هایش را برای رمزگشایی کتاب برای آن‌ها ایمیل کرد. |                   |                            |                  |                                                                   |                |          |                                   |
| ۲۱۷ | ۲۲                | «زندانی»                   | توماس جی. رایت   | اندرو دب                                                          | ۱۳ مه ۲۰۱۵     | 4X5821   | ۱٫۷۵                              |
| دین تصمیم دارد برای انتقام مرگ چارلی، خاندان استاین را قتل‌عام کند. سم هم سریع بدنبال متوقف کردن کار روی کتاب جهنمی می‌رود. وقتی ایمیل چارلی را باز می‌کند، تصمیم می‌گیرد کار را ادامه دهد. روینا حالا می‌تواند رمزهای کتاب را بخواند ولی از سم می‌خواهد اول کراولی را بکشد. سم، کراولی را به تله می‌اندازد و سعی می‌کند او را بکشد. اما موفق نیست. کراولی از خیانت سم ناراحت است و دوباره شرور می‌شود و تصمیم می‌گیرد روینا را بکشد. در این حین، دین، استاین‌ها را می‌یابد و وحشیانه کل اعضای خانواده را قتل‌عام می‌کند. وقتی به انبار برمی گردد، با آخرین اعضای استاین مواجه می‌شود و هرسه را می‌کشد. با این که، جوانترین عضو برای بخشش التماس می‌کند. کستیل، دین را نکوهش می‌کند ولی دین وحشیانه او را کتک می‌زند و حتی آماده کشتنش می‌شود. قبل از رفتن، به کستیل هشدار می‌شود که اگر دوباره او و سم را ببیند، آن‌ها را خواهد کشت. |                   |                            |                  |                                                                   |                |          |                                   |
| ۲۱۸ | ۲۳                | «نگهبان برادر»             | فیل کریچیا       | جرمی کارور                                                        | ۲۰ مه ۲۰۱۵     | 4X5821   | ۱٫۷۳                              |
| دین به شکار ادامه می‌دهد ولی نشان کار را به جایی می‌رساند که شکارچی دیگری را به کشتن می‌دهد. پس مرگ را احضار می‌کند تا قبل از صدمه‌های بیشتر، او را بکشد. مرگ توضیح می‌دهد که نشان قفل زندان یک شیطان باستانی به نام تاریکی است و اگر نشان پاک شود، تاریکی آزاد می‌شود. او قبول می‌کند دین را به جایی دور بفرستد اما باید سم را بکشد تا سعی نکند دین را نجات دهد. دین به سم زنگ می‌زند و می‌گوید حس می‌کند شرور هستند و باید از دنیا حذف شوند. نهایتاً سم قبول می‌کند ولی به یاد دین می‌آورد چه مرد خوبی است. نهایتاً، دین مرگ را می‌کشد. در همین زمان، روینا در ازای آزادیش، شروع به خواندن دستخط می‌کند. یکی از مواد لازم برای طلسم، مرد جوانی است که روینا عمیقاً به او اهمیت می‌دهد و باید برای طلسم فدا شود. بی‌خبر از عواقب کار، روینا نشان را پاک کرده و فرار می‌کند. قبل از آن، کستیل را طلسم می‌کند تا به کراولی حمله کند. تاریکی آزاد می‌شود و درحالیکه وینچسترها سعی در فرار دارند، دنیا را می‌گیرد. |                   |                            |                  |                                                                   |                |          |                                   |

## تولید
سوپرنچرال برای فصل دهم در ۱۲ فوریه ۲۰۱۴ تمدید شد. این سریال در فصل نهم ۸۸٪ بیننده داشت.
مارک شپرد که از فصل پنجم به عنوان کراولی در سریال حضور داشت، به‌طور منظم در این فصل حضور دارد.

## بازخورد
سایت خبری انتقادی راتن تومیتوز رتبه ۱۰۰ درصدی پذیرش را برای فصل دهم سوپرنچرال گزارش کرد. هم چنین رتبه متوسط ۹/۱۰ را از بین ۵ نقد برایش در نظر گرفت.